# Gabitean
Els Gabitean van ser una família de nakharark (nobles) d'Armènia que tenien el seu feu hereditari al Gabiteanq, situat a la província de Baspracània.